# De Reep
De Reep is een natuurgebied en kreekrestant  in de Groote Henricuspolder, ten noorden van Oostburg. Het meet 16 ha en is eigendom van de Stichting het Zeeuwse Landschap.

## Geschiedenis
Omstreeks het jaar 1000 werd de Oude Yevenepolder ingedijkt. Tijdens de Tachtigjarige Oorlog, in 1583, werd dit gebied geïnundeerd door de Geuzen, teneinde de Spaanse troepen te weren. Hierbij ontstond het Nieuwerhavense Gat, een brede zeegeul. De Reep was hiervan een zijgeul. Deze heeft nog dienstgedaan als havenvaart naar Oostburg.
De Groote Henricuspolder (of: Mosterdpolder) werd vervolgens weer als een eiland ingedijkt in 1615 door Jacob Cats, aanvankelijk als Oostburgsche Polder, aangezien de plaats Oostburg in deze polder lag. De polder besloeg een oppervlakte van 405 ha. Deze werd in 1621 opnieuw onder water gezet om uiteindelijk in 1637 definitief te worden ingepolderd.
Later ontstond bij een dijkdoorbraak nog een wiel, de Henricusput genaamd, welke ook tot het gebied behoort.
De Reep bleef uiteindelijk bestaan als een geïsoleerd kreekrestant, maar om de afwatering van de Groote Henricuspolder te verbeteren werd in 1969 een geul gegraven van De Reep via De Blikken naar de Nieuwkerkse Kreek.
De Reep was eigendom van het toenmalig waterschap Het Vrije van Sluis en in 1996 ging ze over naar het Zeeuwse Landschap.

## Natuur
Het grootste deel van het gebied is in gebruik als weiland, en ook rietmoeras komt voor. Van de vroegere zoutvegetatie zijn nog enkele overblijfselen terug te vinden, zoals: zeekraal, schorrenkruid en zeeaster. Broedende weidevogels zijn: kievit, kluut, tureluur en grutto. Ook broedt er de bruine kiekendief.
Het gebied is goed te overzien vanaf de splitsing Mosterdweg/Henricusdijk.